# Ventersburg
Ventersburg ist eine Stadt in der südafrikanischen Provinz Freistaat. Sie liegt in der Lokalgemeinde Matjhabeng im Distrikt Lejweleputswa.

## Geographie
Ventersburg hat 1287 Einwohner (Volkszählung 2011). Unmittelbar östlich liegen die Townshipsiedlungen Mmamahabane und Tswelangpele mit insgesamt 9963 Einwohnern. In Mmamahabene und Tswelangpele wird am häufigsten Sesotho gesprochen. Ventersburg liegt auf einem Hochplateau rund 150 Kilometer nordöstlich von Bloemfontein.

## Geschichte
Nur wenig südlich des späteren Ventersburg wurde 1852 die Sand River Convention beschlossen. Die Farm Kromfontein mit ihrem 1857 verstorbenen Besitzer P. A. Venter ist Ausgangspunkt des Ortes. 1871 wurden erste Grundstücke verkauft, 1873 wurde die Siedlung anerkannt. Eine niederländisch-reformierte Kirche wurde 1891 errichtet, die im Zweiten Burenkrieg von britischen Truppen niedergebrannt wurde, ebenso wie viele Häuser des Ortes und umliegende Farmen. 1903 wurde Ventersburg als Gemeinde anerkannt, 1912 wurde eine neue Kirche gebaut. 2000 kam der Ort zur Gemeinde Matjhabeng.

## Wirtschaft und Verkehr
Haupteinnahmequelle ist die Landwirtschaft, insbesondere Maisanbau und Viehzucht. 
Ventersburg liegt an der National Route 1, die unter anderem Bloemfontein im Südwesten mit Kroonstad im Nordosten verbindet. Quer dazu verläuft die R70  von Odendaalsrus im Nordwesten bis Senekal im Südosten.

## Kultur
In Ventersburg gibt es ein Museum, das die Geschichte der ehemaligen South African Police und des South African Police Service darstellt.